# 花隈城之戰
花隈城之戰是荒木村重對織田信長掀起叛亂的最後一場戰役，在荒木村重於此戰被池田恆興擊敗，攻破花隈城，徹底喪失他在攝津國的勢力範圍，最後逃往依賴毛利氏。

## 過程
荒木村重在反叛織田信長後，於有岡城之戰遭到織田軍長期包圍，最後荒木村重選擇放棄有岡城後，逃往花隈城，依附家臣荒木元清，織田信長為追殺荒木村重，在天正八年（1580年）2月27日安排織田信澄、塩川國満、丹羽長秀進軍至花隈城周遭，挑選要害之地興建城砦，隨後另派池田恆興父子入駐監視花隈城。遂由池田恆興親自鎮守花隈城北邊的諏訪山，池田元助入鎮花隈城南邊生田神社的森林，家臣伊木忠次把守城西的金剛寺山，沿著花隈城6.7町的距離進行監視與包圍。
閏3月2日時，荒木村重主動出擊，進攻池田元助所鎮守的城砦，但在恆興兩子池田元助、池田輝政的奮戰下，在野戰中強行突入敵軍陣勢，池田恆興揮軍來援，親自持槍上陣討取5.6人，終擊破出城襲擊的荒木軍，將荒木村重逼回花隈城。來支援荒木村重的雜賀眾也朝伊木忠次駐守的金剛寺山發動進攻，結果反被池田恆興父子擊敗而撤退。
池田軍包圍數個月後，池田恆興為攻陷城池，密招家臣森寺清右衛門暗中勘查花隈城的地形，順利查探到溺手門一帶有水道可以偷入城中，因此在同年7月2日由池田元助跟池田輝政由生田一帶藉由雜草當掩飾，偷偷往溺手門進襲，為分散花隈城兵的注意力，池田家臣伊木忠次、森寺清右衛門等人由正面的大手門發動攻擊，雖然大手門方面的池田軍一度危急，但繞入城中的池田元助兄弟攻破溺手門後來救，兩面夾攻下擊敗守城部隊，攻下花隈城。
花隈城失陷後，荒木村重透過毛利家協助逃往安藝國，花隈城在池田恆興命令下被廢棄，建材被轉往構築兵庫城。此戰後，池田恆興受織田信長獎賞，同時給池田父子三人賜下感狀，池田恆興成為織田家統管攝津的國主，獲得荒木村重部分舊領以及中西新八郎、星野左衛門、宮脇又兵衛、隱岐土佐守、山脇勘左衛門等原荒木氏家臣。